# Betty Amann
Philippine Amann, nota come Betty Amann (Pirmasens, 10 marzo 1905 – Danbury, 3 agosto 1990), è stata un'attrice tedesca.

## Filmografia parziale
- Asfalto (Asphalt), regia di Joe May (1929)
- Il diavolo bianco (Der weiße Teufel), regia di Alexandre Volkoff (1930)
- Ricco e strano (Rich and Strange), regia di Alfred Hitchcock (1931)
- In Old Mexico, regia di Edward D. Venturini (1938)
- Nancy Drew... Reporter, regia di William Clemens (1939)
- Isle of Forgotten Sins, regia di Edgar G. Ulmer (1943)